# Ibrahim Bajá
Ibrahim Muhammad Ali o Ibrahim bajá (1789 - 10 de noviembre de 1848) fue un militar y valí de Egipto (julio-noviembre de 1848). Como General de los Ejércitos Egipcios fue el artífice de la mayor parte de las victoriosas campañas que se llevaron a cabo bajo el gobierno de su padre, el valí Mehmet Alí.

## Juventud
Nació en Kavala, al este de Macedonia. Allí su padre o padre adoptivo, Mehmet Alí, trabajaba como mercader.
Cuando tenía 10 años, su padre, que se había enrolado en el Ejército otomano, partió hacia Egipto para luchar contra las tropas de Napoleón Bonaparte.
En 1805, Mehmet Ali se convirtió en valí otomano de Egipto. Cuando se disponía a partir hacia allí, un almirante otomano le hizo prisionero. Poco después, su padre consiguió su liberación.
En 1811 el Imperio otomano pidió la ayuda de su padre para sofocar la rebelión de las tribus wahabíes de Arabia. Durante la ausencia de Mehmet, Ibrahim quedó a cargo del gobierno de Egipto.

## General de los ejércitos egipcios

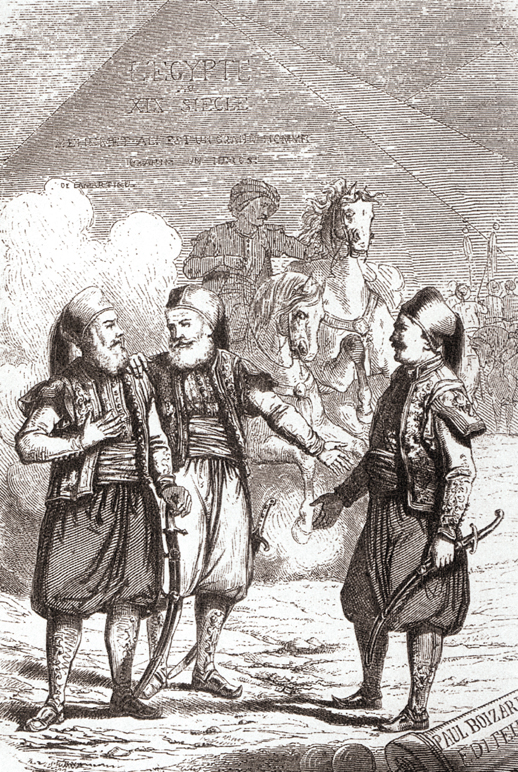
Ibrahim bajá, Mehmet Alí y Sève. Leyenda de la pirámide:"L'Egypte au XIX siècle / Mehemet Ali est un grand homme / Ibrahim un héros!" ("Egipto en el siglo XIX / Mehmet Alí es un gran hombre / ¡Ibrahim un héroe!").

En 1816 Ibrahim fue nombrado General de los Ejércitos de Arabia en sustitución de su hermano Tusun, que había muerto el 29 de septiembre del mismo año. Con ello se convirtió en general de las mismas tropas que su padre había dirigido contra los franceses, compuestas por 8.000 hombres (la mayoría albaneses).

### Campaña de Hiyaz
Ibrahim llegó a Yanbu, el puerto de Medina (Hiyaz), el 30 de septiembre de 1816. Una vez aseguradas las Ciudades Santas del Islam en manos egipcias, su misión fue perseguir al ejército wahabí para que no se reorganizara. Las victorias egipcias en el campo de batalla fueron rápidas, pero el problema fue cruzar el desierto del Nejd con la pesada artillería y el acoso de las tribus rebeldes, que ofrecían una resistencia feroz. Por ello, la campaña fue larga y dura. Tras dos años de campaña en el desierto, en 1818 el ejército egipcio tomó Diriyah, el último reducto wahabí, lo que obligó al jefe de las tribus rebeldes a rendirse.
El 11 de diciembre de 1819, Ibrahim entró triunfalmente en El Cairo. Esta campaña significó el control egipcio de las Ciudades Santas de La Meca y Medina y de la costa oriental del Mar Rojo. Con ello Mehmet Alí se convirtió en salvaguarda del Peregrinaje y consiguió zonas estratégicas para el comercio.
Los disturbios que protagonizaron las tropas egipcias a su regreso, sirvieron de pretexto a Mehmet Alí para comenzar una serie de reformas en el Ejército.

### Campaña de Morea
En 1824, el sultán otomano, Mahmud II, solicitó de nuevo la ayuda de Egipto, esta vez para combatir a los rebeldes griegos. Ibrahim partió hacia Grecia al mando de 60 barcos y 17.000 hombres.
Creta fue el primer objetivo de la expedición, su conquista comenzó a mediados de mayo. En 1825, una vez ocupada la isla, la flota egipcia continuó hacia Grecia continental y desembarcó en Morea (actual Peloponeso) el 26 de febrero. Poco después se unió al ejército otomano, que asediaba Missolonghi. El sitio se alargó hasta el 24 de abril de 1826. En poco tiempo, el ejército egipcio controlaba la mayor parte de la Morea. Ante tal avance, los rebeldes griegos huyeron a las montañas y comenzaron una guerra de guerrillas contra el invasor. Las pérdidas que ocasionaba este sistema de lucha en el ejército egipcio, enfurecieron a Ibrahim, que se vengó convirtiendo en esclavos a los prisioneros griegos.

Las potencias europeas decidieron intervenir en la guerra para proteger sus intereses en el Mediterráneo. 

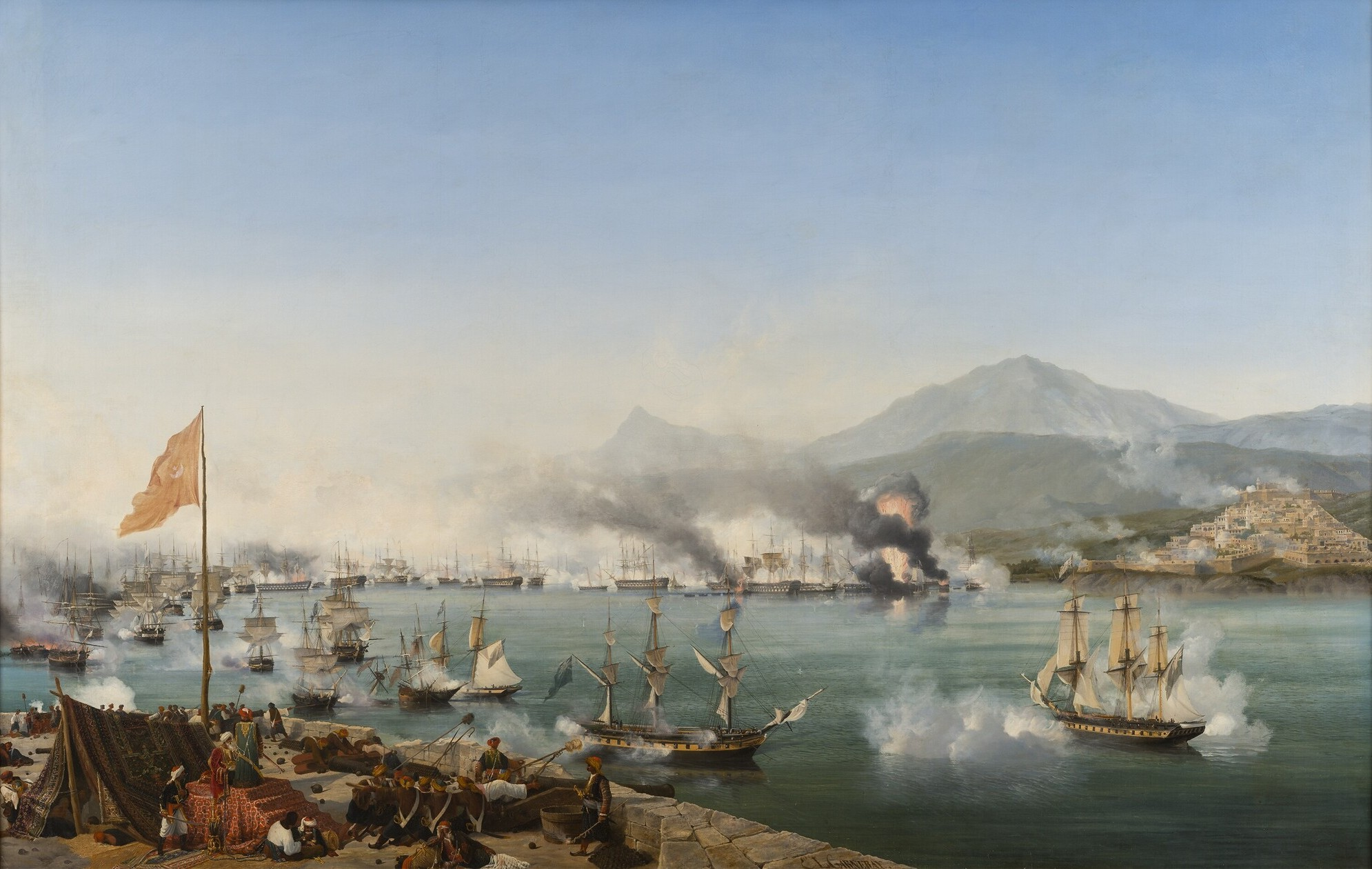
Combate Naval de Navarino

George Canning, ministro británico de Asuntos Exteriores, con la excusa de la esclavización de prisioneros, convenció a Francia y a Rusia para que se aliara con Reino Unido y ayudaran a los independentistas.
El 20 de octubre de 1827 la flota anglo-ruso-francesa se presentó en la bahía de Navarino ante la flota turco-egipcia. En cuatro horas, las flotas musulmanas fueron completamente destruidas.
Las potencias europeas obligaron al Imperio otomano a reconocer la independencia griega. En 1828 el ejército egipcio abandonó Grecia.

### Primera Crisis Oriental
En 1831, Abdallah, wali de Acre, aceptó que 6.000 campesinos, que huían del reclutamiento forzoso, se refugiaran en su territorio. Así, con la excusa de capturar a los desertores, Mehmet Alí entró en conflicto con el sultán al sobrepasar la frontera de Siria.
Mehmet envió sus tropas mandadas nuevamente por su hijo Ibrahim. El ejército egipcio cruzó la frontera con Siria y puso sitio a Acre el 3 de noviembre. La ciudad cayó el 27 de mayo de 1832. El ejército victorioso siguió su marcha hacia Anatolia. El 21 de diciembre en Konya el ejército otomano fue derrotado. Tras esta batalla, Ibrahim tenía el camino libre hasta la capital, Estambul. Ante la amenaza del avance, los turcos aceptaron la ayuda que les ofrecía Rusia para mediar en el conflicto. Así se firmó un tratado de paz en Kütahya en 1833. Las condiciones de paz eran:

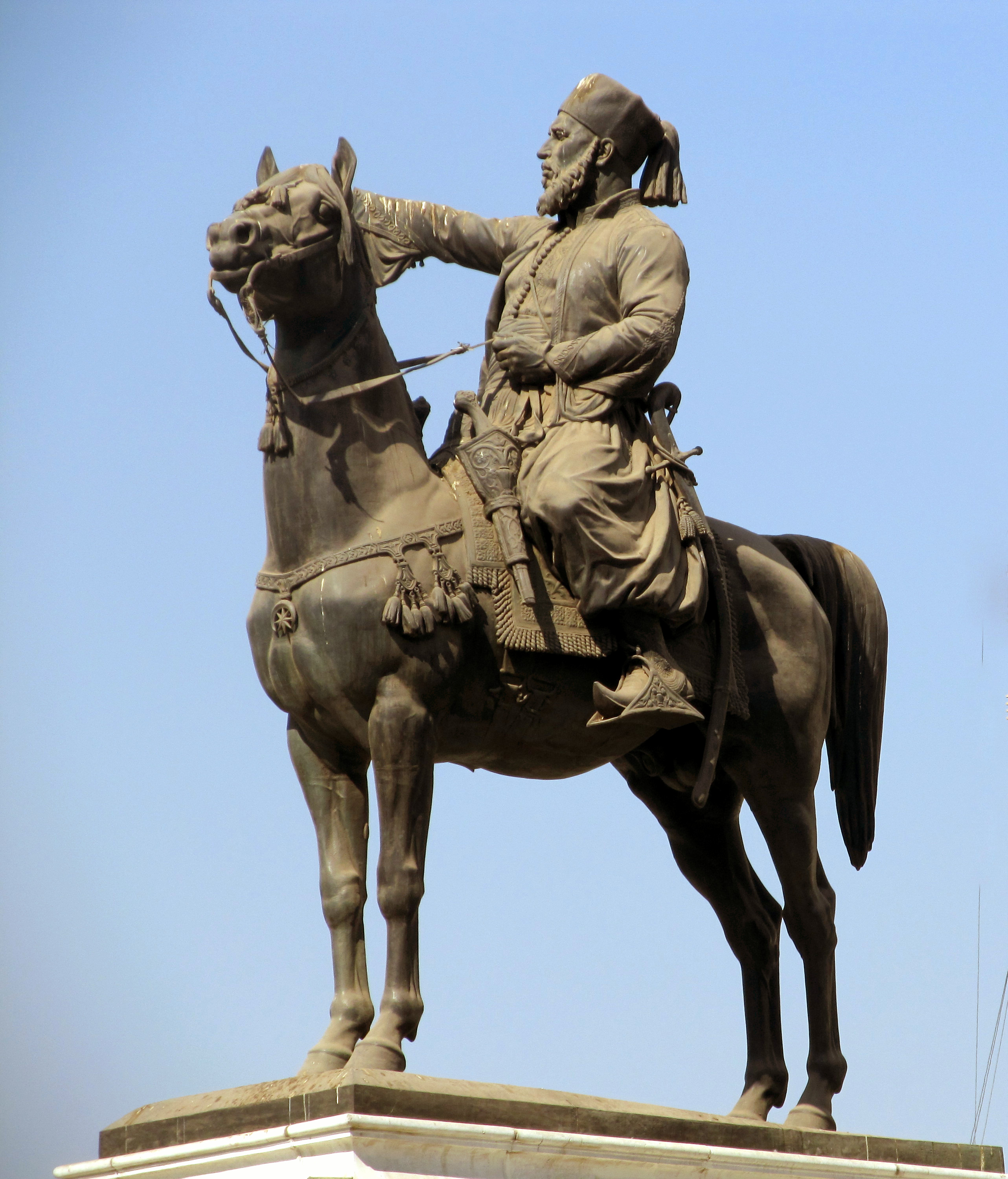
Estatua ecuestre de Ibrahim bajá en El Cairo, Egipto.

- Retirada de las tropas egipcias de Anatolia

- Egipto se anexionaría Acre, Damasco, Alepo y Adana

- Egipto recibiría Candía (Creta) y el Hiyaz como compensación de guerra

- Ibrahim bajá se convertía en gobernador (wali) de Siria

Al acceder al gobierno en Siria, Ibrahim comenzó una serie de reformas para modernizar el país:
- En Acre instala el gobierno militar egipcio.

- Proclama la igualdad de culto y de religión. En 1835 el prelado apostólico de Siria declara:

"Lejos de tener quejas del trato que reciben los cristianos, debemos felicitarnos por la tolerancia que se les brinda".
"El generalísimo egipcio confía a los cristianos los puestos más importantes. Se les autoriza a montar a caballo, a llevar turbante blanco, privilegio exclusivo de los musulmanes".
- Se autoriza a los cristianos a realizar negocios comerciales en las mismas condiciones que los musulmanes.

- Reforma la agricultura. Funda el Crédito Agrícola. Se fomenta el cultivo del tabaco. Se multiplica la plantación de la morera. Ibrahim Ali, aficionado al vino, planta 260.000 cepas de vid, importadas de Burdeos.

- La industria siria, sobre todo la del algodón, vive también un gran florecimiento compitiendo con el algodón indio.

- Mejora del puerto de Sidón.

- El comercio inglés y francés no es molestado. Pero se advierte a sus cónsules que estos deben adaptarse a las leyes del país.

La paz era humillante para los turcos, ya que perdían una gran cantidad de terreno a manos de quien fuera su vasallo.
Algunas de las reformas de Ibrahim no fueron bien vistas por los sectores más conservadores de la población, lo que provocó varias revueltas de Alauitas en 1834 y Drusos en 1838 que tuvieron que ser sofocadas con la intervención del ejército.

### Segunda Crisis Oriental
En 1838 Mehmet Alí anunció su deseo de conseguir la independencia del Imperio otomano y convertir a Egipto en un reino hereditario. Este anuncio provocó una segunda crisis en las tensas relaciones entre el sultán y su vasallo. La situación pareció calmarse, pero ese mismo año, el gobierno otomano y el británico firmaron el Tratado de Balta Liman, que obligaba a abolir los monopolios en todas las provincias del Imperio, Egipto incluido, e imponía nuevas tarifas aduaneras altísimas. Estas medidas, especialmente la segunda, afectarían mucho a la economía egipcia y vaciarían sus arcas. Egipto se negó a aceptar el tratado, lo cual provocó una nueva guerra turco-egipcia.

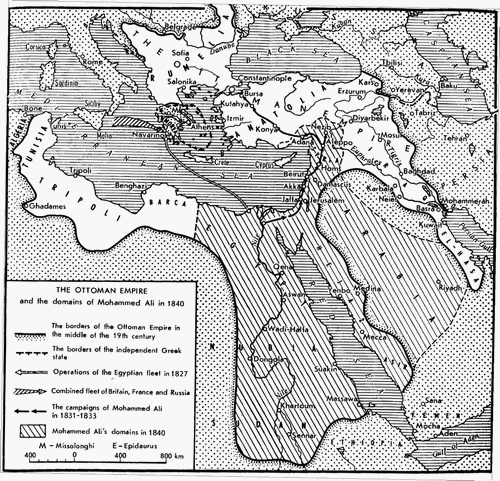
Territorios del Imperio Otomano controlados por Mehmet Alí en 1840.

El 24 de junio de 1839 el ejército otomano y el egipcio se encontraron en Nusaybin, cerca de Urfa. La victoria egipcia fue total: 15.000 turcos fueron hechos prisioneros e Ibrahim se apoderó de todo el material y artillería otomanos. 
De nuevo quedaba libre el camino hasta Estambul, pero esta vez, Mehmet prohibió a su hijo continuar la marcha. Ante esta situación, Gran Bretaña, Rusia, Austria y Prusia, que veían temerosas el aumento del poder egipcio, apoyaron la causa otomana. Solo Francia apoyaba a Egipto. Las potencias aliadas exigían que Mehmet se retirara de la región interior de Siria y del actual Líbano, a cambio de conservar Acre y el derecho a transmitir el trono a sus descendientes, bajo amenaza de intervenir. Mehmet no aceptó las condiciones y prosiguió la lucha. Ibrahim se dirigió al actual Líbano (zona más vulnerable de la provincia siria) para preparar su defensa. Naves británicas y austriacas bloquearon la salida del Nilo al Mediterráneo, los británicos cortaron las vías de comunicación de Egipto con Siria, dejando al agotado ejército egipcio sin refuerzos. 
El 11 de septiembre de 1840 Beirut es bombardeada, Ibrahim se retira hacia el sur y se encuentra con la misma situación en Acre, que capitula el 3 de noviembre. Ante tales acontecimientos, Francia rompió su alianza con Egipto. La guerra estaba perdida. El 27 del mismo mes, Mehmet aceptó las condiciones que le habían impuesto, renunciando además a Creta y al Hijaz. Además, a partir de entonces Egipto se quedaba sin Armada y el ejército no podría superar los 18.000 efectivos.

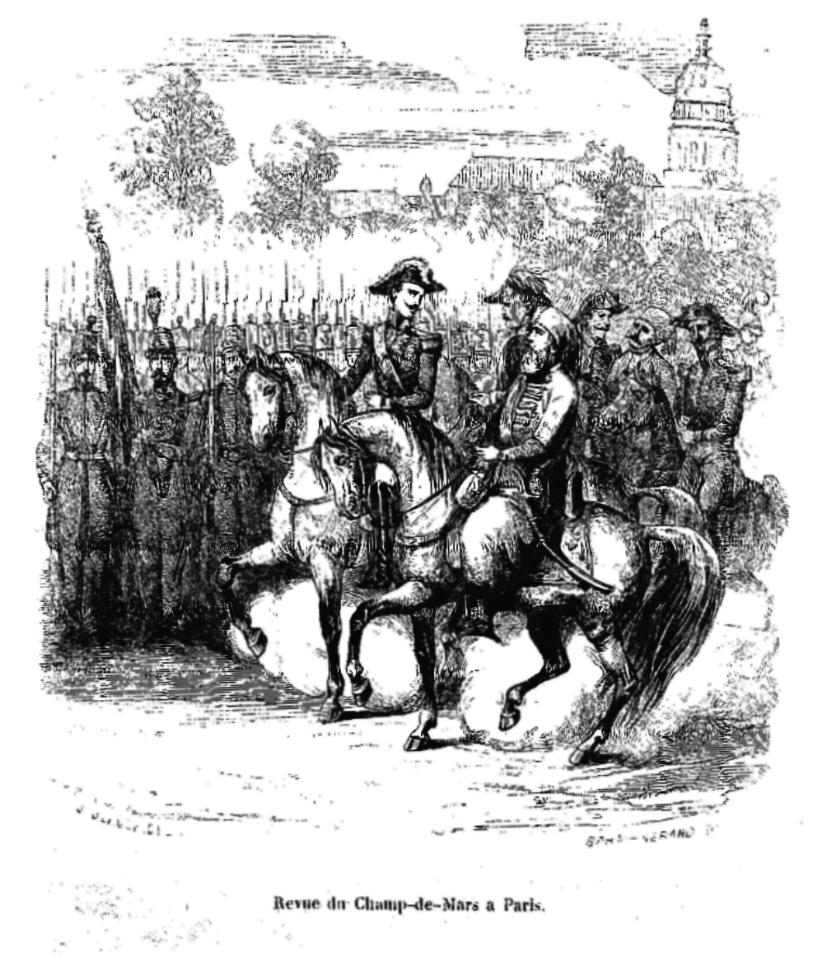
Ibrahim bajá durante un desfile en su honor en París.

## Últimos años
En 1846 realizó una visita a Francia para intentar curar sus problemas de salud en Vernet-les-Bains. En este viaje le acompañaba el coronel Sève.
El 27 de julio, el rey Luis Felipe I de Francia le hizo "Gran Oficial de la Legión de Honor a título extranjero" y se celebraron fiestas y desfiles militares en su honor. A su vuelta a Egipto, su salud empeoró.
El 1 de septiembre de 1848 su padre anciano y senil, abdicó en Ibrahim. Su gobierno duró poco más de dos meses, ya que murió el 10 de noviembre.